# Klein Priebus
Klein Priebus (Oppersorbisch: Přibuzk) is een plaats in de Duitse gemeente Krauschwitz (Sachsen), deelstaat Saksen.